# Benslimane
Benslimane (árabe: ابن سليمان) es una ciudad de Marruecos, capital de la provincia de Benslimane, situada en la región de Casablanca-Settat.
Benslimane debe su nombre al santo Sidi Mohammed Benslimane, cuyo santuario se encuentra a 1 km al suroeste de la ciudad. Está ubicada en el territorio histórico de los Ziaïdas, una tribu de habla árabe de origen principalmente bereber Sanhaja, parte de la confederación Chaouia.
El primer tejido urbano de la ciudad moderna se remonta a 1907, cuando el ejército francés fundó allí un campamento militar llamado Camp Boulhaut durante la Campaña de Marruecos. Al establecimiento de las fuerzas armadas le seguirá la construcción de un barrio residencial destinado a las fuerzas armadas, que constituirá el núcleo de la ciudad; luego se desarrolla a lo largo de la carretera que conduce a Bouznika.
Una importante dinámica urbana se impulsa a partir de 1977, cuando se crea la provincia de Benslimane y la ciudad se convierte en su capital.